# 张锡泽
张锡泽（1911年—2004年），男，四川仁寿人，中国口腔颌面外科学家，曾任上海第二医科大学教授、博士生导师。